# Frank Wilcoxon
Cet article concerne le scientifique de 1892-1965. Pour l'acteur de 1905-1984, voir Henry Wilcoxon.
Frank Wilcoxon est un statisticien et chimiste américain né le 2 septembre 1892 dans le comté de Cork en Irlande et mort à Tallahassee en Floride le 18 novembre 1965. 
Il est connu pour avoir développé le test de Wilcoxon-Mann-Whitney et le test des rangs signés de Wilcoxon.

## Publications
- (en) Frank Wilcoxon, « Individual comparisons by ranking methods », Biometrics Bulletin, vol. 1, no 6,‎ 1945, p. 80–83 (DOI 10.2307/3001968, JSTOR 3001968)